# Lottstetten
Lottstetten is een plaats in de Duitse deelstaat Baden-Württemberg, en maakt deel uit van het Landkreis Waldshut.
Lottstetten telt 2.308 inwoners. Het ligt tegen de Zwitserse grens, tegen de kantons Schaffhausen en Zürich.

## Golfbaan
In Nack-Lottstetten ligt de 18-holes golfbaan van de Rheinblick Golfclub. Hier werd in 2003 het Omnium van Zwitserland gespeeld.